# ولکور
شهر ولکور (به فرانسوی: Walcourt) در شهرستان فیلیپ‌ویل  در استان نمور  در منطقه فدرال والوون در کشور بلژیک واقع شده‌است.